# Lissoclinum mereti
Lissoclinum mereti är en sjöpungsart som beskrevs av Monniot 1987. Lissoclinum mereti ingår i släktet Lissoclinum och familjen Didemnidae. Inga underarter finns listade i Catalogue of Life.